# Fortuna-Sittard-Stadion
Das Fortuna-Sittard-Stadion (Eigenschreibweise: Fortuna Sittard Stadion) ist das Fußballstadion des niederländischen Fußballvereins Fortuna Sittard. Es löste das 1954 gebaute Stadion De Baandert ab.

## Geschichte
Das Stadion wurde am 14. November 1999 eröffnet. Das erste Spiel bestritten Fortuna Sittard und der FC Schalke 04 (1:1). Damals trug es den Namen Wagner & Partners Stadion, den es bis 2008 behielt. Von 2008 bis 2009 wurde es zwischenzeitlich in Fortuna Stadion umbenannt. Am 22. Oktober 2009 gab der Verein bekannt, dass die Arena den Namen Trendwork Arena tragen wird. Das niederländische Zeitarbeitsunternehmen Trend Work Uitzendgroep sicherte sich die Sponsoringrechte und die Verträge wurden dann am 27. November 2009 unterzeichnet. Ab September 2013 trug das Stadion den Namen Offermans Joosten Stadion nach dem Versicherungs- und Finanzunternehmen Offermans Joosten Groep. Im Juli 2014 wurde der Vertrag beendet und die Fußballarena trägt den Namen Fortuna Sittard Stadion.
Die Arena besteht aus vier überdachten Sitzplatzrängen, die dicht an das Spielfeld angrenzen und durch einen Graben vom Rasen getrennt sind. Insgesamt bietet die Sportstätte 12.000 Sitzgelegenheiten für die Fans. Es stehen 16 Logen und 1.060 Business-Sitze bereit. Für die Gästefans stehen 800 Plätze zur Verfügung. Im Stadion liegen Räumlichkeiten für Veranstaltungen wie Konferenzen, Feiern, Tagungen, Empfänge oder Abendessen. Sie tragen u. a. die Namen Mark van Bommel Zaal und Bert van Marwijk Zaal. Unter dem Stadio befindet sich ein Parkhaus mit 800 Stellplätzen sowie in unmittelbarer Nähe zwei Parkplätze. Im Sommer 2012 wurde ein Vereinsmuseum im Stadion eröffnet.
Im Januar 2017 eröffnete unter einem der Ränge im Stadion ein Supermarkt des Discounters Aldi Nord. Die Idee zur Einrichtung eines Marktes bestand seit Jahren. 2009 unterschrieb die Supermarktkette Albert Heijn einen Vertrag und wollte bis 2012 einen Laden eröffnen. Nach Streitigkeiten um die Finanzierung, die bis vor Gericht führten, baute Albert Heijn den Supermarkt in Stadionnähe.
In der Saison 2018/19 spielt Fortuna Sittard nach 16 Jahren wieder in der Eredivisie.